# Pluteos de Teodota
Los pluteos de Teodota son dos bajorrelieves o pluteos de mármol lombardos de mediados del siglo VIII, del oratorio de San Michele alla Pusterla en Italia. Actualmente se guardan en los Museos Cívicos de Pavía. De estilo naturalístico, se produjeron durante el llamado Renacimiento liutprandeo. Uno muestra al Árbol de la Vida entre dos grifos y el otro muestra una cruz y una fuente entre dos pavos reales.
Reciben su nombre de Teodota, una noble bizantina quien se convirtió en la amante del rey Cuniberto (688-700), quien más tarde la mandaría a un convento, bien el de Santa Maria alla Pusterla, bien el de Santa Maria Teodote (now the Diocesan Seminary for Pavia), near which was later built the oratorio di San Michele.

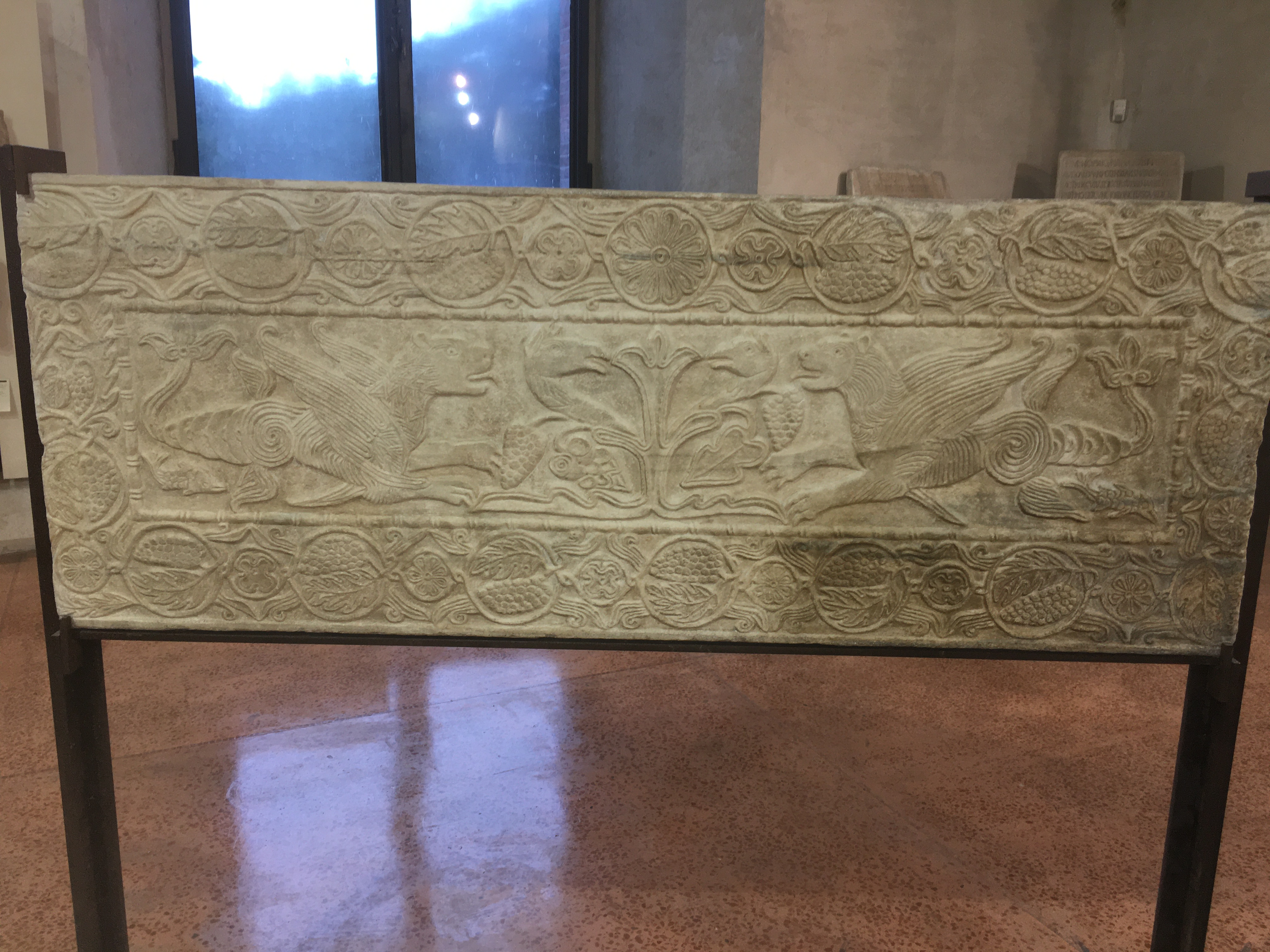
Pluteo de Teodota.